# Fist Full of Bees
Fist Full off Bees è un album pubblicato dalla heavy/christian metal band Bride, nel 2001.
Segna l'abbandono della band del progressive metal e dell'hard rock per aderire al fenomeno "nu metal", anche se qualche residuo di hard rock è ancora udibile.

## Tracce
1. Too Tired
2. White House
3. Beginning of the End
4. Dog the Nine
5. Bitter End
6. War
7. Never Thought About Going Back
8. Soul Winner
9. Jesus in Me
10. God
11. California Sunshine
12. Rollin'

## Formazione
- Dale Thompson - voce
- Troy Thompson - chitarra
- Lawrence Bishop - basso (1999 -)
- Michael Loy - batteria (1999 -)